# Берлінгероде
Берлінгероде (нім. Berlingerode) — громада в Німеччині, розташована в землі Тюрингія. Входить до складу району Айхсфельд. Складова частина об'єднання громад Лінденберг/Айхсфельд.
Площа — 11,66 км2. Населення становить 1231 ос. (станом на 31 грудня 2021).

## Галерея

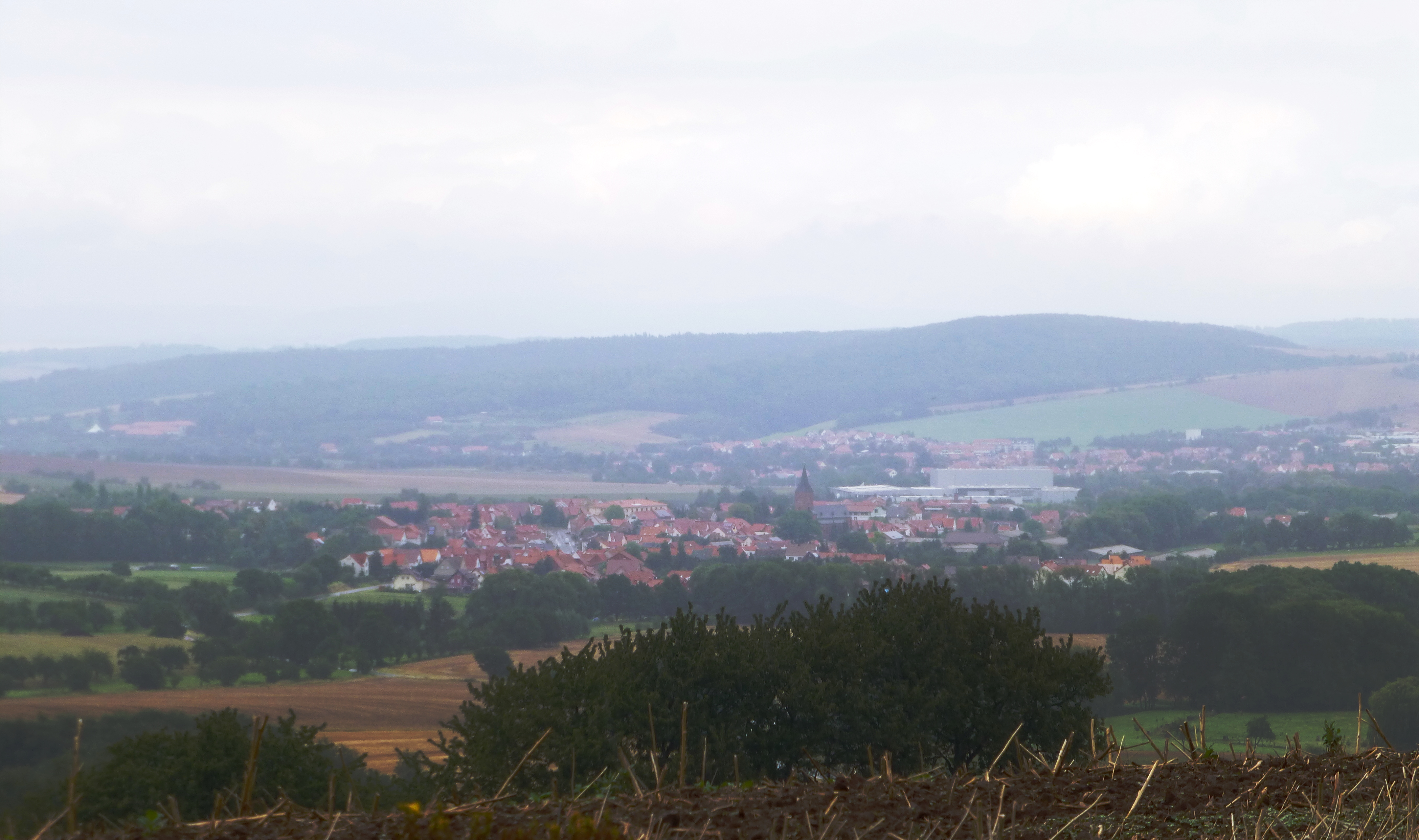
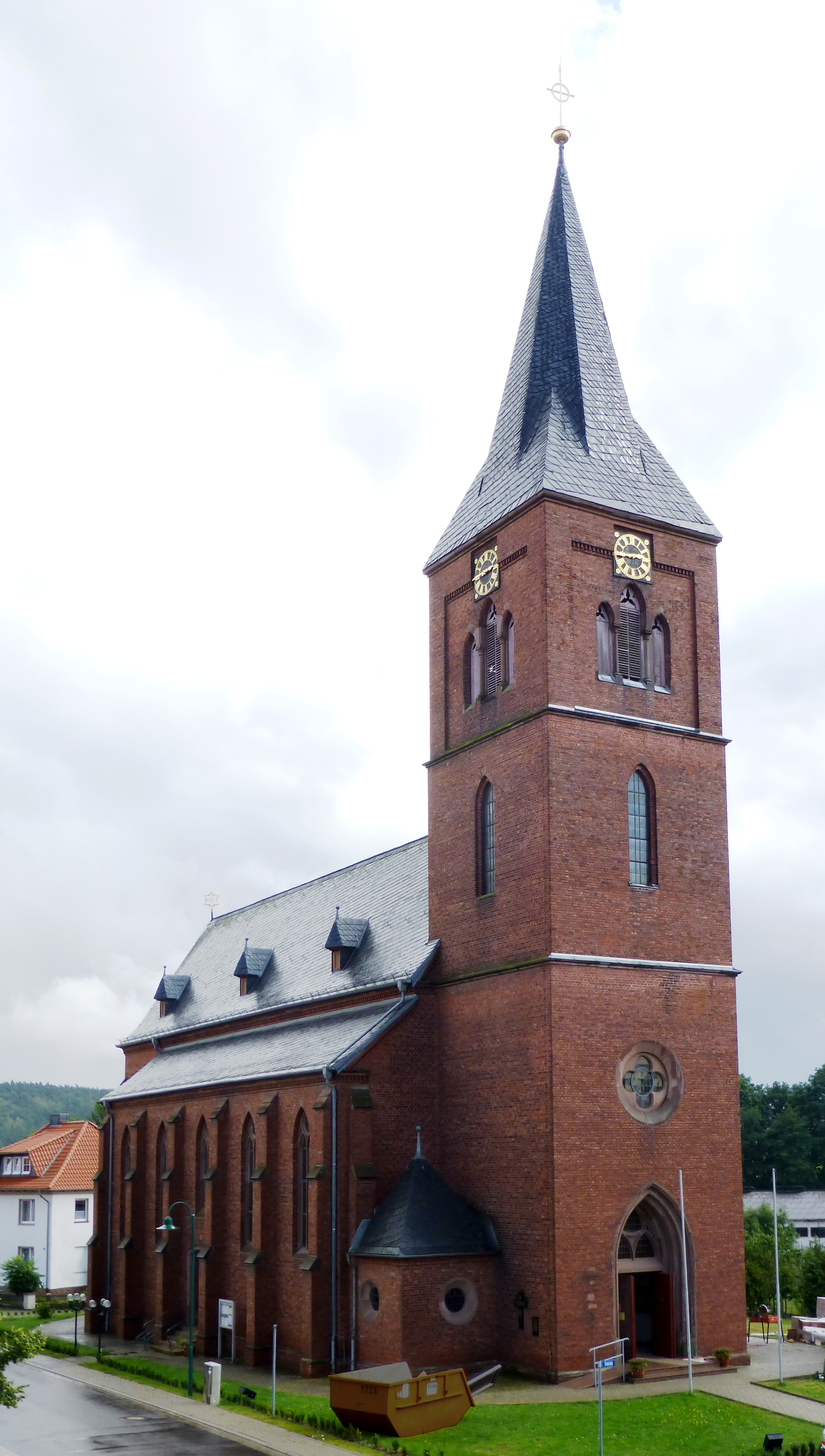